# Love on the Inside
Love on the Inside è il terzo album in studio del gruppo di musica country statunitense Sugarland, pubblicato nel 2008.

## Tracce
Edizione Standard
1. All I Want to Do – 3:33
2. It Happens – 3:01
3. We Run – 3:56
4. Joey – 4:02
5. Love – 4:29
6. Genevieve – 3:18
7. Already Gone – 4:35
8. Keep You – 4:35
9. Take Me as I Am – 4:02
10. What I'd Give – 5:57
11. Steve Earle – 3:36
12. Very Last Country Song – 3:44

Edizione Deluxe - Tracce bonus
1. Fall into Me – 4:45
2. Operation: Working Vacation – 3:59
3. Wishing – 4:11
4. Life in a Northern Town (featuring Little Big Town & Jake Owen) (live) – 4:15
5. Come On Get Higher (live) – 4:49